# Tony Bedeau
Anthony Charles Osmond Bedeau (Londra, 24 marzo 1979 – Londra, 12 febbraio 2025) è stato un calciatore grenadino con cittadinanza britannica, di ruolo attaccante.

## Carriera

### Nazionale
Durante la sua carriera rappresentò più volte la Nazionale grenadina.

## Palmarès
- Football League Two: 1

Walsall: 2006-2007